# Bambang
Bambang è una municipalità di prima classe delle Filippine, situata nella Provincia di Nueva Vizcaya, nella regione della Valle di Cagayan.
Bambang è formata da 25 baranggay:
- Abian
- Abinganan
- Aliaga
- Almaguer North
- Almaguer South
- Banggot (Pob.)
- Barat
- Buag (Pob.)
- Calaocan (Pob.)
- Dullao
- Homestead
- Indiana
- Mabuslo

- Macate
- Magsaysay Hills
- Manamtam
- Mauan
- Pallas
- Salinas
- San Antonio North
- San Antonio South
- San Fernando
- San Leonardo
- Santo Domingo (Tabangan)
- Santo Domingo West